# Степаненко, Григорий Иванович
Григорий Иванович Степаненко (23 декабря 1917 — 22 декабря 1988) — командир отделения инженерной разведки 18-го гвардейского инженерно-сапёрного батальона 56-й инженерно-сапёрной бригады 4-й гвардейской армии 3-го Украинского фронта, гвардии старший сержант. Герой Советского Союза.

## Биография

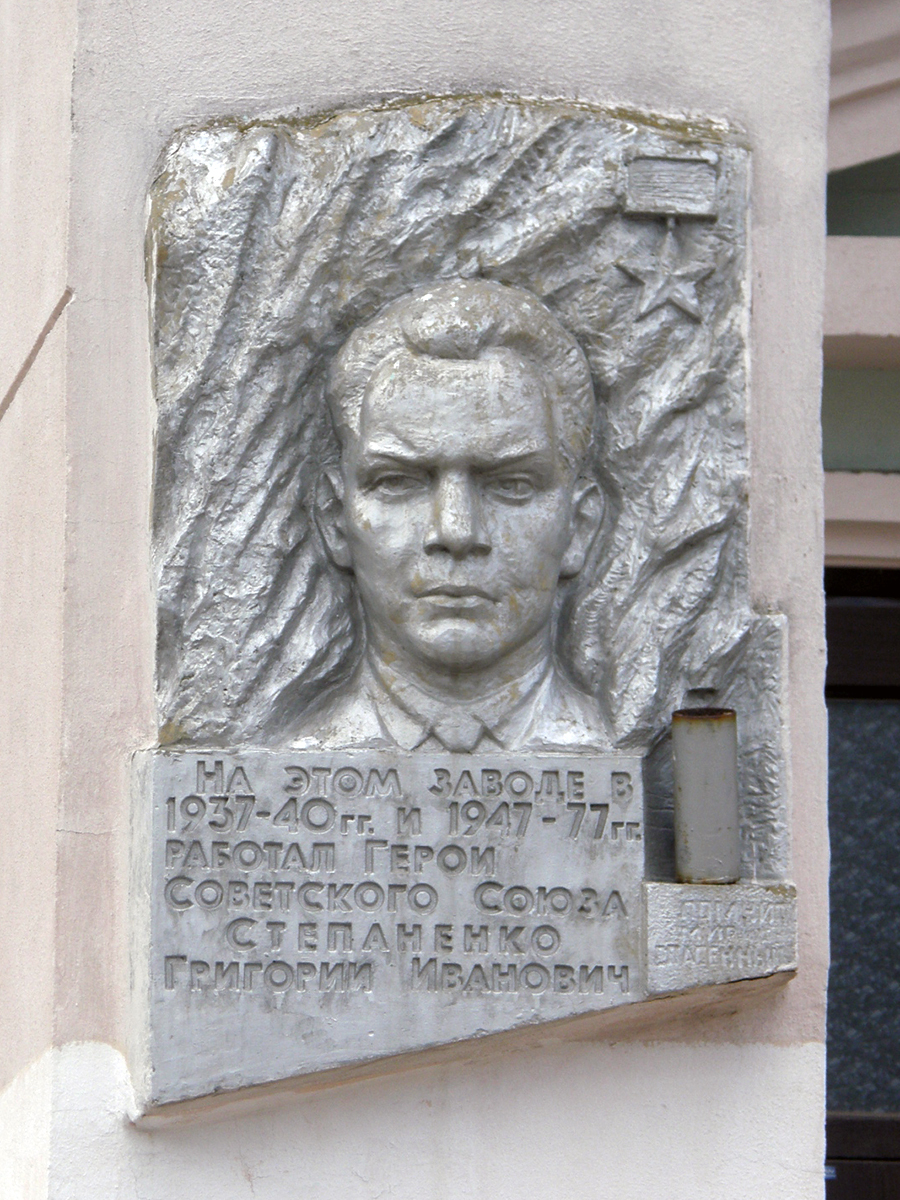
Мемориальная доска на Краматорском заводе тяжёлого станкостроения, где работал Григорий Степаненко

Родился 23 декабря 1917 года в селе Бессарабовка ныне Кегичевского района Харьковской области. В 30-е годы переехал в город Краматорск.
В Красной Армии с осени 1939 года. Окончил школу младших командиров. Участник Великой Отечественной войны с июня 1941 года. Принимал участие в оборонительных боях 1941—1942 годов, в освобождении Румынии, Югославии, Венгрии.
При подготовке к форсированию Дуная в ноябре 1944 года в течение 5 суток вёл разведку реки и обороны противника в районе города Мохач (Венгрия). В момент форсирования реки организовал встречу и сопровождение пехоты.
24 марта 1945 года за образцовое выполнение боевых заданий командования на фронте борьбы с немецко-фашистскими захватчиками и проявленные при этом мужество и героизм, гвардии старшему сержанту Степаненко Григорию Ивановичу присвоено звание Героя Советского Союза с вручением ордена Ленина и медали «Золотая Звезда».
В 1945 году демобилизован. Жил в городе Краматорск Донецкой области. Умер 22 декабря 1988 года.